# Takastenus albomaculatus
Takastenus albomaculatus là một loài tò vò trong họ Ichneumonidae.